# Grand Prix Formule 1 van Zuid-Afrika 1974
De Grand Prix Formule 1 van Zuid-Afrika 1974 werd gehouden op 30 maart 1974 in Kyalami.

## Uitslag
| Positie | Nr | Rijder               | Team              | Ronden | Tijd/Opgave    | Startplaats | Punten |
| ------- | -- | -------------------- | ----------------- | ------ | -------------- | ----------- | ------ |
| 1       | 7  | Carlos Reutemann     | Brabham-Ford      | 78     | 1:42:40.96     | 4           | 9      |
| 2       | 14 | Jean-Pierre Beltoise | BRM               | 78     | + 33.94        | 11          | 6      |
| 3       | 33 | Mike Hailwood        | McLaren-Ford      | 78     | + 42.16        | 12          | 4      |
| 4       | 4  | Patrick Depailler    | Tyrrell-Ford      | 78     | + 44.19        | 15          | 3      |
| 5       | 9  | Hans Joachim Stuck   | March-Ford        | 78     | + 46.23        | 7           | 2      |
| 6       | 20 | Arturo Merzario      | Iso Marlboro-Ford | 78     | + 56.04        | 3           | 1      |
| 7       | 5  | Emerson Fittipaldi   | McLaren-Ford      | 78     | + 1:08.39      | 5           |        |
| 8       | 3  | Jody Scheckter       | Tyrrell-Ford      | 78     | + 1:10.54      | 8           |        |
| 9       | 6  | Denny Hulme          | McLaren-Ford      | 77     | + 1 Ronde      | 9           |        |
| 10      | 10 | Vittorio Brambilla   | March-Ford        | 77     | + 1 Ronde      | 19          |        |
| 11      | 18 | Carlos Pace          | Surtees-Ford      | 77     | + 1 Ronde      | 2           |        |
| 12      | 26 | Graham Hill          | Lola-Ford         | 77     | + 1 Ronde      | 18          |        |
| 13      | 29 | Ian Scheckter        | Lotus-Ford        | 76     | + 2 Ronden     | 22          |        |
| 14      | 32 | Eddie Keizan         | Tyrrell-Ford      | 76     | + 2 Ronden     | 24          |        |
| 15      | 37 | François Migault     | BRM               | 75     | + 3 Ronden     | 25          |        |
| 16      | 12 | Niki Lauda           | Ferrari           | 74     | Ontsteking     | 1           |        |
| 17      | 8  | Richard Robarts      | Brabham-Ford      | 74     | + 4 Ronden     | 23          |        |
| 18      | 15 | Henri Pescarolo      | BRM               | 72     | + 6 Ronden     | 21          |        |
| 19      | 23 | Dave Charlton        | McLaren-Ford      | 71     | + 7 Ronden     | 20          |        |
| NF      | 11 | Clay Regazzoni       | Ferrari           | 65     | Oliedruk       | 6           |        |
| NF      | 28 | John Watson          | Brabham-Ford      | 54     | Benzinesysteem | 13          |        |
| NF      | 2  | Jacky Ickx           | Lotus-Ford        | 31     | Remmen         | 10          |        |
| NF      | 24 | James Hunt           | Hesketh-Ford      | 13     | Transmissie    | 14          |        |
| NF      | 19 | Jochen Mass          | Surtees-Ford      | 11     | Ophanging      | 17          |        |
| NF      | 30 | Paddy Driver         | Lotus-Ford        | 6      | Koppeling      | 26          |        |
| NF      | 1  | Ronnie Peterson      | Lotus-Ford        | 2      | Botsing        | 16          |        |
| NF      | 21 | Tom Belsø            | Iso Marlboro-Ford | 0      | Koppeling      | 27          |        |

## Wetenswaardigheden
- Peter Revson kwam om bij testritten voor de race.

## Statistieken
| Pole-position | Niki Lauda       | Ferrari      | 1:16.58 |
| Snelste ronde | Carlos Reutemann | Brabham-Ford | 1:18.16 |

## Noot
- Dit was het debuut van de Italiaanse coureur (en toekomstig Grand Prix-winnaar) Vittorio Brambilla en de Zuid-Afrikaanse coureur Ian Scheckter - de broer van Jody Scheckter en daarmee het tweede broederpaar in de geschiedenis van de Formule 1 - en John McNicol.
- Honderdste Grand Prix-start voor Denny Hulme. Hiermee was Hulme de zesde coureur die minstens honderd races had gereden.
- Eerste pole position voor Niki Lauda.
- Eerste snelste ronde en Grand Prix-winst voor Carlos Reutemann.

1960 · 1960 II · 1961 · 1962 · 1963 · 1965 · 1966 · 1967 · 1968 · 1969 · 1970 · 1971 · 1972 · 1973 · 1974 · 1975 · 1976 · 1977 · 1978 · 1979 · 1980 · 1981 · 1982 · 1983 · 1984 · 1985 · 1992 · 1993